# 電影版 聲之形
《電影版 聲之形》（日语：映画 聲の形 The Shape of Voice）是一部於2016年上映的日本動畫電影，由山田尚子執導，吉田玲子編劇，劇情改編自大今良時所著的漫畫《聲之形》。片中角色由西屋太志設計，而配樂則由牛尾憲輔負責。入野自由、早見沙織、悠木碧、小野賢章及金子有希等人為片中的主要角色配音。
劇情講述一名少年石田將也在小學時帶頭欺凌一名聽障的少女西宮硝子，不料導致老師連坐懲罰而使得友情破裂。多年後，因有霸凌他人的前科，導致名聲狼藉而遭受同學的排擠、且已就讀高中的將也決定去向硝子表達歉意。
電影於2016年9月17日在日本首映，並於2017年2月至6月間在全球各地上映。《電影版 聲之形》收獲了影評人的普遍好評，而票房總額則達23億日元（1,956萬美元）。該片於2017年的東京動畫獎榮獲該年的年度最佳動畫。電影後續於2023年8月宣布改編成同名音樂劇，定於2023年10月公演。

## 劇情
石田將也就讀的小學轉來了一名聽障的少女西宮硝子。將也在班上帶頭欺凌硝子（在事前植野直花也有些排擠），並多次損毀硝子的助聽器。一次，硝子的家長因助聽器多次毀壞而找來學校，詢問班上是否有人霸凌硝子。其他同樣參與霸凌行為的同學將責任全推到將也身上，不甘的將也試圖將其他人招出但不果，還弄哭了女同學川井美樹。該事件後，將也遭到了其他同學的排擠，且原先的兩個朋友島田一旗與廣瀨啓祐也反過來帶頭欺凌將也。
高中時，將也因有霸凌他人的前科而遭受同學的排擠，於是選擇將自己孤立、與外界隔離，當做對自己所作所為的懲罰。在這樣的情況下，將也萌生了自殺的念頭，並決定在輕生前歸還硝子小學時的筆記本，請求她的諒解。兩人見面時，將也用手語對硝子道歉，使硝子頗為吃驚。將也表示，他想與她重新當朋友。將也最後沒有自殺，並在母親的勸阻下摒除了自殺的念頭。
在學校，將也目睹了同學永束友宏被另一名同學欺負。將也不情願地走出來面對兩人，並借出自己的腳踏車為永束解圍，但最後腳踏車有去無回。將也只好徒步去手語教室見硝子，打算與她一同去橋上用麵包餵鯉魚，但被一名少年結絃擋在教室門口外。結絃告訴將也硝子不在。回家的路上，永束將將也的自行車牽來還他，表示他的車被亂丟在田裡，好不容易才找回來，兩人最終成了朋友。後來，將也再度帶著麵包前往手語教室拜訪硝子，但仍遭到結絃的阻擋。結絃自稱是硝子的交往對象。在永束的幫助下，將也與硝子成功見到了面，並有了不少互動，最後硝子與將也約好下次再見面。
隔天，將也前去公園接他的姪女瑪麗亞，並發現結絃睡在遊樂器材中，看起來無家可歸。當天晚上，將也請結絃回自己家吃晚餐並借宿一晚。結絃在半夜時淋雨偷偷離開，將也發覺並帶著雨傘跟了上來。途中，將也告訴結絃他曾如何對待硝子，並正努力彌補她。結絃也告訴將也，他是硝子的妹妹而非對象。後來，將也與硝子一同搭乘火車前去拜訪小學同學佐原美世子。佐原看到將也與硝子走在一起時頗為訝異。為了迴避佐原與硝子的談話，將也找個藉口離開現場，結果與正在轉角發傳單的小學女同學植野直花擦身而過。將也去了植野工作的俱樂部，但兩人後續的互動並不愉快。
一日，將也發現硝子正在橋上餵鯉魚，便走上前。當將也正要去買麵包時，硝子送給將也一份禮物，並鼓起勇氣向他告白。但由於她因聽障而影響到的發音問題，使將也聽不太懂她所說的內容（「喜歡」聽成「月亮」，日文音近）。硝子沮喪地回家，告訴結絃她告白失敗了。在學校，將也的同學真柴智和依舊與將也同班的川井也加入了硝子一行人。將也、硝子、結絃、永束、佐原、川井和真柴一起到遊樂園玩，在遊樂園偶遇植野。在遊樂過程中，將也久違地感到與朋友在一起的快樂，卻遇到在遊樂園工作的島田，勾起不好的回憶。另一方面，結絃偷拍了植野和硝子的私談，談話中植野把將也遭遇的種種不幸全部歸咎在硝子身上。
不久後，川井在班上公開了將也過去霸凌硝子的事，讓原本不知情的真柴和永束感到吃驚。眾人聚集在橋上爭論了起來，最後自責到極點的將也說出了傷人的話，鬧得大家不歡而散，只留下將也、結絃與硝子三人在橋上。一段時間後，將也一如往常在橋上等硝子，但來的是結絃。得知硝子的祖母過世的將也為了讓硝子打起精神，於是約她去鄉下玩，旅途中發現硝子一直自責地認為一切的壞事都是她造成的，為了改變她的負面想法，將也持續與硝子姊妹倆碰面。
夏天，將也與硝子一同前往煙火大會。硝子開始自言自語，說她必須早點離開去讀書。硝子離開不久後，結絃請將也去她家拿相機。當將也上樓走進房裡時，發現硝子站在陽台正準備往下跳，將也為了救她而跌到樓下的河川裡昏迷。將也昏迷後的一個晚上，硝子夢到將也與她永別而驚醒，跑到河邊哭泣。奇蹟醒來的將也亂走一通後，在河邊找到硝子。將也表示一切都是他的錯，硝子不必自責，並為過去的錯誤道歉，表達與她當朋友的想法，希望她能幫他好好活下去。
將也到家後，植野透露，在將也墜樓並掉到河裡後，是島田與廣瀨聯手將他救起的，儘管他們並不希望將也知道。將也發現，在他為了救硝子而墮樓昏迷後，眾人對他的看法逐漸改變。最終，將也與朋友們一同參加學校的學園祭，放下自己與外界的隔離，覺得自己已經得到救贖了，不由得淚流滿面。

## 角色
以下為按片尾曲中的聲優順序排列。
石田將也（聲：入野自由／松岡茉優〈小學生〉（日本）；羅比·戴蒙／萊恩·沙納〈小學生〉（美國）；王晨光（中國大陸）；張振熙（香港）；鍾少庭／雷碧文〈小學生〉（台灣華語）；林玉清（台灣客語））
高中生，在小學時帶頭霸凌硝子，但在東窗事發後遭其他同樣參與霸凌的同學推卸責任，不甘的將也試圖將其他人招出但不果，從此遭其他同學孤立。到了高中，他因有霸凌前科而受排擠，並選擇孤立自己。片中，將也不敢面對的人臉上都會打個叉。
原著漫畫作者大今良時稱讚了入野的配音表現，表示「他的聲音讓人沒有壓力，並帶有高超的演技，甚至讓人覺得很有可能是漫畫讀者在腦內再生的聲音」。
西宮硝子（聲：早見沙織（日本）；拉克西·馬爾蒙（美國）；惠霖（中國大陸）；顧詠雪（香港）；曾莉婷（台灣華語）；王旻瑛（台灣客語））
聽障少女，在小學時遭到將也等人的霸凌。
導演山田尚子表示，當她首次聽見早見的聲音時，就確定硝子的配音員非早見莫屬，稱「那個專注、倔強而又直白的西宮硝子就是這樣！」早見表示，「硝子很有人情味，這點非常吸引我；她和家人或朋友談話時擺出一副自滿的臉，讓人覺得十分可愛。要為她配音在技術層面上很困難，因為配音現場安靜的彷彿像湖水旁安靜澄澈的空氣，一根針掉在地上都能聽見，但這些應該不是西宮能留意到的。因此，在為硝子配音時，我發出了跟想像中完全不同的聲音」。
西宮結絃（聲：悠木碧（日本）；克莉絲汀·沙利文（美國）；小連殺（中國大陸）；陳子瑩（香港）；雷碧文（台灣華語））
硝子的妹妹，喜愛攝影。為了避免硝子受到男生的騷擾而假裝是硝子的男友。
永束友宏（聲：小野賢章（日本）；格雷厄姆·霍爾斯蒂德（美國）；文涛（中國大陸）；黃尉斯（香港）；黃天佑（台灣華語）；彭成君（台灣客語））
將也的高中同學。在一次遭霸凌時，將也出面為他解圍，便與他交了朋友。永束總是稱呼將也為「也將」。
植野直花（聲：金子有希（日本）；凱拉·巴克蘭／嘉·葛雷絲〈小學生〉（美國）；湘宁（中國大陸）；王慧珠（香港）；李明幸（台灣華語）；彭月春（台灣客語））
將也小學時的同學，在小學時也曾霸凌硝子，十分厭惡硝子。
佐原美世子（聲：石川由依（日本）；梅麗莎·哈帕／凱蒂·哈維〈小學生〉（美國）；文潇（中國大陸）；張彩虹（香港）；楊慧玉（台灣華語）；彭文郁（台灣客語））
將也小學時的同學，在小學時曾試圖幫助硝子，且是當時班上唯一有學手語的學生，但因袒護硝子而在小學時遭其他人排擠。
川井美樹（聲：潘惠美（日本）；安伯·李·康納斯／安娜貝爾·科里利亞諾〈小學生〉（美國）；梦娇（中國大陸）；周奕勤（香港）；林慕青（台灣華語）；林鈺婷（台灣客語））
將也小學時的同學，獨善其身的優等生。
配音員潘惠美為該角色做出了註解，「她伸張自己認為的正義，結果卻傷害到他人。正因為她的話和心情沒有謊言，所以才讓人痛恨。這不器用又可愛之處，同時也是個難以詮釋的特點」。
真柴智（聲：豐永利行（日本）；馬克斯·米特爾曼（美國）；曹旭鹏（中國大陸）；李家傑（香港）；翁瑞陽（台灣華語））
將也的高中同學，十分憎恨霸凌他人的人。
島田一旗（聲：西谷亮／小島幸子〈小學生〉（日本）；邁克爾·司特爾尼克拉斯／史賓塞·羅森〈小學生〉（美國）；林谷珍／楊慧玉〈小學生〉（台灣華語）；王旻瑛（台灣客語））
將也小學時的同學，在硝子遭霸凌一事事發後，第一個帶頭排擠將也。
廣瀨啓祐（聲：增元拓也／武田華〈小學生〉（日本）；布萊恩·貝克爾〈小學生〉（美國）；翁瑞陽／曾莉婷〈小學生〉（台灣華語））
將也小學時的同學，在硝子遭霸凌一事事發後，與島田合夥排擠將也。
喜多（聲：武田華（日本）；林慕青（台灣華語）；林秋伶（台灣客語））
將也小學時的音樂教師，自身不會手語，但鼓勵班上學生學手語來幫助硝子。
竹內（聲：小松史法（日本）；馬克·戴瑞斯恩（美國）；林谷珍（台灣華語）；彭成君（台灣客語））
將也小學時的班導師，對硝子的處境漠不關心。
西宮糸（聲：谷育子（日本）；芭芭拉·古德森（美國）；雷碧文（台灣華語）；劉楨（台灣客語））
硝子與結絃的祖母。
石田瑪利亞（聲：鎌田英怜奈（日本）；安娜貝爾·迪恩娜（美國）；林慕青（台灣華語）；林鈺婷（台灣客語））
將也的外甥女，就讀幼稚園。
將也的姐姐（聲：濱口綾乃（日本）；史蒂芬妮·謝（美國）；曾莉婷（台灣華語）；彭月春（台灣客語））
電影中被刻意擋住長相。
佩多羅（聲：綿貫龍之介（日本）；克里斯·傑·亞歷克斯（美國）；林谷珍（台灣華語））
將也的姐夫，瑪麗亞的父親。
石田美也子（聲：雪野五月（日本）；莎拉·克拉文（美國）；李明幸（台灣華語））
將也的母親，經營著一家理髮店。
西宮八重子（聲：平松晶子（日本）；利皮查·沙赫（美國）；楊慧玉（台灣華語）；彭月春（台灣客語））
硝子與結絃的母親，待人嚴謹且不苟言笑。

## 製作
漫畫《聲之形》即將要改編成動畫的消息於2014年11月19日發布的《聲之形》最終話裡公布，隨後在12月17日補充說明，《聲之形》將被改編成一部動畫電影。根據在2015年10月14日發行的《週刊少年Magazine》2015年第46期中的內容，京都動畫與山田尚子將分別擔任負責進行改編作業的工作室及該片的導演。2016年4月8日，工作室公開了改編電影的官方網站，同時宣布吉田玲子將為該片撰寫劇本，西屋太志設計角色，並定於2016年9月17日在日本上映。

## 音樂
電影的配樂由牛尾憲輔譜寫，並由波麗佳音錄製。該片的主題曲為《關於戀愛的事》，由aiko演唱，而由何許人合唱團演唱的歌曲《我這一代》則在片頭播放。原聲帶於2016年9月14日發行。

## 上映
《電影版 聲之形》於2016年9月17日在日本的120家電影院首映。此外，該片還於分別於10月22日和2017年2月5日在2016年蘇格蘭愛情動畫節及倫敦的當代藝術學院進行放映。紫色計劃於3月9日在新加坡和馬來西亞發行了該片，而英國及愛爾蘭地區的發行商則是Anime Limited，於3月15日上映。澳大利亞和新西蘭分別於4月9日及4月16日由麥德曼娛樂發行。在菲律賓，電影於5月10日上映，並由先驅電影擔任發行商。《聲之形》將於2017年9月8日在中國上映，但片长比其他地区上映的版本缩减了将近20分钟。電影的藍光及DVD版本於5月17日發布。
2023年5月2日至5月7日，橫濱舉辦為期6天的海岸電影節（SEASIDE CINEMA），本片作為「日本向世界誇耀的動畫電影」項目，定於5月2日播放，該活動裡同樣列名「日本向世界誇耀的動畫電影」單元、在影展活動期間放映的作品尚有《犬王》、《龍與雀斑公主》、《千與千尋》、《來自紅花坂》。

### 票房
日本方面，首映達120家電影院。兩天後，該片共賣出20萬張電影票，收入2.83億日元，次於新海誠的《你的名字》位居第二。截至2016年11月30日，電影的觀影人次達170萬人，票房累積超過22億日元。
台灣方面，首週三天票房為新台幣2000萬元；上映3週全台票房破新台幣6000萬元，成為台灣影史最賣座日本電影排名中的第5位；最終全台票房為新台幣6866萬元。
中国大陆方面，电影上映的首周3天票房达到约3,300万人民币，位列当周票房榜第四名。

## 反應

### 評價
該片所獲評價多為正面。爛蕃茄上根據37篇專業影評文章，「新鮮度」為95%，平均得分7.6分（滿分10分），網站共識評論寫著「《聲之形》製作精美，編劇有力，從一個嚴肅而強硬的角度看待青少年欺凌行為，這在動畫媒體中是罕見的。」，而基於另一影評匯總網站Metacritic上根據10篇評論文章，平均分為78（滿分100），綜合結果為「普遍良好的評價」。
《每日電訊報》的羅比·柯林給予電影4顆星（滿分5顆）的評價，並特別指出導演山田尚子營造出的複雜高中生活，與乾淨單純的時刻所形成的鮮明對比。《衛報》的彼得·布萊德肖表示，《電影版 聲之形》使他想起《我的青春期》，並稱該片是一部「引人入勝的電影：微妙、感性且精緻」。《廣播時報》的特雷弗·約翰斯頓打出4顆星（滿分5顆）的分數，表示，「電影具質問意味的主題是一回事，但真正使該片脫穎而出的是女導演山田尚子的導演功力，她使片中充滿著意想不到的轉折和畫面，並提出了觀察世界的新方法」。《好萊塢新聞》的路克·雷恩·鮑多克稱讚《電影版 聲之形》為「有力、動人且驚人的完美之作」，並指出導演山田尚子的風格「內斂又飽含詩意」。
擔任日本新媒體動漫藝術節動畫部門評審的高橋良輔表示，「電影本身題材就很困難，當初打算把漫畫改編成電影時，就包含了青春期會面對的掙扎、跟他人溝通的困難等複雜內容，這都得透過磨練多年的表現技巧與其魅力才能完美呈現」。《你的名字》導演新海誠稱《電影版 聲之形》為「夢幻般的作品」，同時也稱讚入野自由的配音表現，並表示電影「高雅端正的演出讓人想模仿都模仿不了」。
然而，《世紀報》的傑克·威爾遜給予電影2.5顆星（滿分5顆）的評價，並表示，「對於一部不只有一名角色考慮自殺的電影，《電影版 聲之形》出奇的平靜且缺乏情感方面的力量，使它不夠真實」。
2022年，「Japan Web Magazine」評選30部不限年份的最佳日本動畫電影，《聲之形》排名第19名。同年《Paste》評選前100名不限年份的最佳動畫電影，《聲之形》排名第40名。線上娛樂新聞網站《Screen Rant》根據《MyAnimeList》的評分，選出2010年代十大日本獨立動畫電影，本片排名第1名。2023年3月，本片在爛蕃茄發表「根據爛番茄評論家評比，100部不限時間的最佳日本動畫電影」排行榜名列第52名。山田尚子與《聲之形》被收錄在曾主持Podcast節目「吉卜力圖書館」（Ghibliotheque）、撰寫《吉卜力電影完全指南》的廣播人兼作家麥可．里德（英語：Michael Leader）和製片兼作家傑克．康寧漢（英語：Jake Cunningham）著作的《日本經典動畫指南》（英語：The Ghibliotheque Anime Movie Guide: The Essential Guide to Japanese Animated Cinema），做為介紹日本動畫歷史80年期間30名位導演與30部經典動畫的案例。
电影在中国大陆上映前，由电影发行方在微博上进行推广时，使用了水军和牛頭不对马嘴的营销手段，受到了ACG迷和网友的质疑。此外，电影在中国大陆上映的版本在送审前相比原版自行删减了约20分钟，包括被霸凌的片段。

### 榮譽
| 年份   | 獎項                                             | 類別 / 部門              | 獲提名者          | 結果  | 來源          |
| ------ | ------------------------------------------------ | ------------------------ | ----------------- | ----- | ------------- |
| 2017年 | 第16回東京動畫獎                                 | 年度動畫（電影動畫部門） | 《電影版 聲之形》 | 大獎  | [ 53 ]        |
| 2017年 | 第40回日本電影金像獎                             | 優秀動畫作品獎           | 《電影版 聲之形》 | 提名  | [ 54 ] [ 55 ] |
| 2017年 | 第20屆日本新媒體動漫藝術節動畫部門               | 優秀獎                   | 《電影版 聲之形》 | 獲獎  | [ 56 ]        |
| 2017年 | 第71回每日電影獎                                 | 動畫電影獎               | 《電影版 聲之形》 | 提名  | [ 57 ]        |
| 2017年 | 2016年熱門作品（日經娛樂！）                     | 東前頭                   | 《電影版 聲之形》 | 獲獎  | [ 58 ]        |
| 2017年 | 2016年發表、放映動畫作品（アニメ！アニメ！網站） | 劇院、活動放映部門       | 《電影版 聲之形》 | 第2名 | [ 59 ]        |
| 2017年 | FILMARKS AWARDS 2016                             | 十大國片                 | 《電影版 聲之形》 | 第7名 | [ 60 ]        |
| 2017年 | 2017年安錫國際動畫影展                           | 長篇動畫                 | 《電影版 聲之形》 | 提名  | [ 61 ]        |

2017年11月，本片入圍美國第90屆奧斯卡金像獎最佳動畫片的初選角逐名單，但未能進入2018年1月23日公布的決選名單。

## 外部連結
- 官方网站
- 電影版 聲之形在動畫新聞網百科全書中的資料（英文）
- 互联网电影数据库（IMDb）上《電影版 聲之形》的资料（英文）
- 爛番茄上《電影版 聲之形》的資料（英文）
- 電影版 聲之形的X（前Twitter）
- 電影版 聲之形的新浪微博
- Metacritic上《電影版 聲之形》的資料（英文）
- YouTube上的【電影版 聲之形】HD高畫質中文電影預告.（繁體中文）